# 이찬우 (공무원)
이찬우(李燦佑) (1966년 ~ , 경북 영덕)는 대한민국의 공무원이다. 

## 학력
- 부산대학교 사범대학 부속고등학교 졸업
- 서울대학교 정치학과 학사
- 서울대학교 행정대학원 정책학 석사
- 예일대학교 대학원 경영학 석사

## 경력
- 1987 제31회 행정고시 합격
- 재정경제부 종합정책과
- 2001.05~2002.02 대통령 정책기획수석비서관실 행정관
- 2002.02~2002.09 대통령 민정수석비서관실 행정관
- 2002.09~2005.02 국제부흥개발은행(IBRD) 파견
- 2005.02~2006.08 재정경제부 경제정책국 복지경제과 과장
- 2006.08~2008.02 재정경제부 경제정책국 경제분석과 과장
- 2008.02~2009.02 재정경제부 경제정책국 종합정책과 과장
- 2009.02~2011.02 국가경쟁력강화위원회 파견(부이사관)
- 2011.02~2011.09 외교안보연구원 파견
- 2011.09~2012.01 기획재정부 미래전략정책관
- 2012.01~2013.04 기획재정부 민생경제정책관
- 2013.04~2013.09 기획재정부 장관정책보좌관
- 2013.09~2014.08 기획재정부 미래사회정책국장
- 2014.08~2016.02 기획재정부 경제정책국장
- 2016.02~2018.12 기획재정부 차관보
- 2019.01~2020.05 한국개발연구원 글로벌경제실 초빙연구원
- 2020.05~2021.10 경상남도 경제혁신추진위원회 위원장
- 2021.10~2022.07 금융감독원 수석부원장
- 2025.02~ NH농협금융지주 대표이사 회장